# Postplatyptilia caribica
Postplatyptilia caribica là một loài bướm đêm thuộc họ Pterophoridae. Loài này có ở Dominica và Puerto Rico.
Sải cánh dài khoảng 14 mm. Con trưởng thành bay vào tháng 3.

## Etymology
The name reflects the area of distribution, quần đảo Caribbean.